# Anne Marie Adorni
Pour les articles homonymes, voir Adorni.
Anne Marie Adorni (Fivizzano, 19 juin 1805 - Parme, 7 février 1893) est une religieuse italienne, fondatrice des servantes de l'Immaculée Conception de Parme et reconnue bienheureuse par l'Église catholique.
Elle est commémorée le 7 février selon le Martyrologe romain.

## Biographie
Anne Marie Adorni naît le 19 juin 1805 à Fivizzano (Province de Massa-Carrara) de Matteo Adorni et Antonia Zanetti. Jeune fille, Anne Marie aspire déjà à la vie religieuse notamment missionnaire. À la mort de son père en 1820, elle doit s'installer à Parme avec sa mère où elle trouve un emploi d'instructrice pour les enfants d'une des plus riches de la ville. Alors qu'elle songe à embrasser la vie religieuse chez les clarisses capucines mais par respect pour sa mère qui est opposée à son désir, elle épouse Antoine Dominique Botti le 18 octobre 1826, affecté à la maison ducale de Parme. Ils ont six enfants, tous morts à un âge précoce, à l'exception de Léopold qui embrasse la vie monastique dans l'ordre bénédictin.
Elle devient veuve le 23 mars 1844, elle peut donc réaliser son rêve de jeunesse de vie religieuse mais n'entre dans aucun institut religieux sur les conseils de son confesseur et se consacre à l'attention des femmes emprisonnées. Beaucoup de femmes de la haute société suivent son exemple et forment ensemble l' union pieuse des femmes visiteuses de femmes emprisonnées reconnue canoniquement par l’évêque en 1847 et approuvée par la duchesse Marie-Louise de Parme. Pour l'institut, elle acquiert un ancien couvent des moniales augustines à Parme le 18 janvier 1856.
Pour mieux organiser l'œuvre initiée, elle fonde le 1er mai 1857, avec huit autres compagnons, la congrégation des servantes de l'Immaculée Conception de Marie de Parme pour la prise en charge des femmes qui sortent de prison et l'éducation de jeunes filles menacées de délinquance. En 1859, elle est nommée supérieure des sœurs. Le 25 mars 1876, l'évêque de Parme Dominique Villa érige l'institut en congrégation religieuse sous le titre de pieuse maison des pauvres de Marie Immaculée et les constitutions religieuses sont confirmés le 3 février 1893 par son successeur, André Miotti. Elle est frappée par une courte paralysie et décède le 7 février 1893.
Le procès de béatification commence officiellement en 1952, elle est déclarée vénérable le 15 décembre 1977 par Paul VI et béatifiée par le cardinal Angelo Amato, préfet de la congrégation pour les causes des saints, au nom du pape Benoît XVI à la cathédrale de Parme le 3 octobre 2010,.